# 廣達香食品
廣達香食品股份有限公司，簡稱廣達香，是一家以生產肉鬆和肉醬罐頭知名的臺灣企業。

## 歷史

### 創業初期
1932年 (昭和七年)，廖心廣、廖心達、廖心讚兄弟在臺北市新富町二丁目設立食品工廠；當時，工廠只生產及販賣燒腊、肉鬆、肉脯等商品。
1953年 (民國四十二年)，工廠開始製造肉醬。
1958年 (民國四十七年)，工廠改制成立廣達香食品有限公司。

### 發展及擴張
1961年 (民國五十年)，廣達香成為中華民國國防部衛星工廠廠商之一，並受理海軍總司令部訂單生產軍用罐頭。
1964年 (民國五十三年)，廣達香在臺北縣新莊鎮化成路購得土地並將工廠遷至該處，同時擴增生產項目、設備及經營規模。
1980年 (民國六十九年)，廣達香企業組織改制為廣達香食品股份有限公司。
1998年 (民國八十七年)，廣達香提撥新臺幣2億餘元動工興建符合GMP標準的新式廠房；隨後，該廠房於2000年 (民國八十九年) 4月正式啟動生產線。2001年 (民國九十年) 8月，廣達香正式申請食品GMP認證。
2002年 (民國九十一年) 7月，廣達香與鞍山味邦集團簽定合約，並決議合資設立廣達香食品鞍山廠；同年11月，廣達香獲得食品GMP認證。
2004年 (民國九十三年) 3月，廣達香取得經濟部中央標準局HACCP認證合格證書；同年7月，取得行政院農業委員會漁業署“海宴”認證合格證書。

## 廣告代言
- 在2012年聘請張芸慈 (主題曲演唱) 、魏蔓、星瀚、可樂等人演出於其創業80週年暨父親節形象廣告。[3][4]

## 社會責任

### 慈善活動
- 長期捐贈物資與彰化縣榮民及其眷屬。[5]
- 在2015年捐贈「加飯肉」罐頭等產品與安得烈食物銀行。[6]
- 捐贈套餐餐包與門諾基金會及其日間託顧服務站之年長者。[7]

## 事件
- 2014年台灣劣質油品事件爆發後，廣達香所生產之肉鬆遭豬油供應商生產時交叉污染，廣達香在不知情下使用問題油品製作肉鬆[8][9]；隨後，廣達香保證可以製造日期標示為當年3月1日到8月31日之問題商品鐵罐辦理退換貨[10]。[11]此外，全家便利商店委由晉欣食品所製作之「經典肉鬆三明治」也因使用廣達香肉鬆而遭下架與銷毀[12]。
- 2016年2月，衛生福利部食品藥物管理署公布魚鬆稽查結果，「廣達香海苔旗魚鬆」和「廣達香旗魚鬆」未檢驗出旗魚而是鮪魚，「廣達香健康旗魚鬆」商品則僅含微量旗魚，3款產品須下架4000多罐、達987公斤；廣達香表示該時期貨源欠缺，隨後宣布接受退貨。[13]

## 外部連結
- 廣達香
- 廣達香食品的Facebook專頁